# Castorina Lobo de São Tiago
Castorina Lobo de São Tiago (Tubarão, 28 de dezembro de 1884 — Blumenau, 24 de agosto de 1974) foi uma professora, jornalista e poetisa brasileira.

## Carreira
Foi membro da Academia Catarinense de Letras (ACL), eleita em 1958.
A Assembleia Legislativa de Santa Catarina concede a Medalha de Mérito Castorina Lobo de São Thiago a professores que se destacaram com trabalhos na área da educação, ou que tenham contribuído para seu desenvolvimento.